# سیارک ۱۴۵۴۳
سیارک ۱۴۵۴۳ (به انگلیسی: 14543 Sajigawasuiseki، نامگذاری:1997SF11) چهارده هزار و پانصد و چهل و سومین سیارک کشف شده‌است که در ۲۸ سپتامبر ۱۹۹۷ کشف شد.
قدر مطلق سیارک برابر ۱۳٫۵۰ است.